# نهيلة بنزينة
نهيلة بنزينة هي لاعبة كرة قدم مغربية، من (مواليد 11 مايو 1998)، تلعب لنادي الجيش الملكي والمنتخب المغربي للسيدات.
شاركت في دوري أبطال أفريقيا للسيدات التي أقيمت في المغرب في عام 2022، والتي فاز فيها نادي الجيش الملكي باللقب لأول مرة في تاريخه، بقيادة المدرب محمد عليوة على نادي ماميلودي صن داونز، وكانت نهيلة ضمن التشكيلة الاساسية في المباراة النهائية.
تعتبر نهيلة بنزينة أول لاعبة في تاريخ كأس العالم للسيدات ترتدي الحجاب في مباريات البطولة.

## الإنجازات
الجيش الملكي للسيدات
- البطولة الوطنية المغربية (7): 2017، 2018، 2019، 2020، 2021، 2022، 2023
- كأس العرش (5): 2017، 2018، 2019، 2020، 2021
- كأس شمال إفريقيا : 2021
- دوري أبطال أفريقيا : 2022

 المغرب
- دورة اتحاد شمال أفريقيا للسيدات : 2020
- بطولة مالطا الدولية : 2022
- كأس أفريقيا للسيدات الوصيف: 2022

## روابط خارجية
- نهيلة بنزينة على موقع إي إس بي إن إف سي (الإنجليزية)
- نهيلة بنزينة على موقع قاعدة بيانات كرة القدم.إي يو (الإنجليزية)
- نهيلة بنزينة على موقع ليكيب (الفرنسية)
- نهيلة بنزينة على موقع Soccerway.com (الإنجليزية)